# 퍼비
퍼비(Furby)는 타이거 일렉트로닉스의 미국 전자 로봇 장난감이다. 1998년에 처음 출시된 이 제품은 햄스터나 부엉이 같은 생물을 닮았으며, 연휴 시즌 출시 이후 '필수' 장난감으로 자리매김하는 기간을 거쳤다. 퍼비는 최초 생산 3년 동안 4천만 대 이상이 판매되었으며, 1998년에는 180만 대, 1999년에는 1,400만 대가 판매되었다. 말하기 기능은 14개 언어로 번역되었다.
퍼비는 국산 로봇을 생산하고 판매하려는 최초의 성공적인 시도였다. 새로 구입한 퍼비 또는 재설정된 퍼비는 모든 Furbie가 사용하는 고유 언어인 "퍼비시"(Furbish)를 완전히 말하기 시작하지만 시간이 지남에 따라 퍼비 대신 영어 단어와 구문을 말하기 시작하도록 프로그래밍되어 있다. 이 과정은 영어를 배우는 과정과 유사하도록 고안되었다.
음성 인식과 더욱 복잡한 얼굴 움직임을 갖춘 업데이트된 이모토트로닉 퍼비(Emoto-Tronic Furby)는 2005년부터 2007년까지 해즈브로에서 판매되었다. 흑백 LCD 눈과 모바일 앱을 갖춘 퍼비는 2012년 휴가 시즌에 출시되었다. 컬러가 포함된 또 다른 업데이트된 퍼비 퍼비 커넥트로 알려진 LCD 아이즈는 2016년에 출시되었다. 마지막 차세대 제품은 2023년에 출시되었다.

## 종류
1세대(1998~2002)
- 퍼비 베이비
- 퍼비 프렌즈

2세대(2005~2007)
- 이모토트로닉 퍼비 베이비
- 이모토트로닉 펑키 퍼비

3세대(2012~2015)
- 퍼비 파티 락커스
- 퍼비 붐
- 퍼블링(장난감 버전)
- 퍼비 붐 크리스탈
- 퍼비 붐 크리스탈 퍼블링
- 푸르바카

4세대(2016~2017)
5세대(2023~현재)
- 퍼블릿

## 같이 보기
- 디지털펫
- 다마고치
- 심리시